# 福岡市立南当仁小学校
福岡市立南当仁小学校（ふくおかしりつ みなみとうじんしょうがっこう）は、福岡県福岡市中央区鳥飼2丁目にある公立小学校。福岡市立当仁小学校の児童数増加にともない、鳥飼小学校、草ヶ江小学校の一部の児童も受け入れ、昭和31年 (1956年) に独立開校した。
現在の校舎は、太平洋戦争で全焼した福岡県女子師範学校の跡地にある。そのため広大な敷地を有し、県営住宅や官舎用などにも転用されるが、なお広い敷地を有している。

## 沿革
- 昭和31年（1956年） - 4月、塩屋町1丁目29番地（福岡市城南区鳥飼4丁目、現：城西中学校第二グラウンド校地など）にて開校。
- 昭和31年（1956年） - 9月、当仁中学校と入れ替わりに、現在の中央区鳥飼2丁目の、旧福岡県女子師範学校跡地に移転する。

## 校名の由来
論語にある一節、「當仁不譲於師」(仁に当たりては師といえども譲らず) に由来する。慈しみの心、思いやりの心をもった人材の育成という願いがこめられているという。「当仁」を「とうにん」と読ませる当仁小学校と違い、戦後に設立された南当仁小学校は、当時定められた常用漢字表で「仁」の読みが「じん」のみとなったため、「とうじん」の読みをあてた。

## 通学区域
鳥飼1丁目1番 - 4番、2丁目、3丁目

大濠1丁目、2丁目5番 - 11番、12番1号 - 10号、39号 - 44号、13番1号 - 15号、43号 - 49号
今川1丁目、2丁目
地行1丁目～4丁目
地行浜1丁目、2丁目

## 進学先中学校
- 福岡市立当仁中学校

## 交通アクセス
- 福岡市地下鉄空港線 唐人町駅出口から徒歩8分
- 福岡市地下鉄空港線大濠公園駅出口から徒歩14分
- 西鉄バス 鳥飼3丁目バス停（6-1番 福岡タワー行きのみ停車）より徒歩3分
- 西鉄バス 鳥飼バス停より徒歩3分
- 西鉄バス 鳥飼2丁目バス停（天神・博多駅方面のみ停車）より徒歩3分

## 学校周辺
- 大濠公園
- 福岡大学附属大濠中学校・高等学校
- ホークスタウン
- 福岡ドーム
- 国立病院機構九州医療センター
- 福岡市美術館
- 福岡市立こども病院・感染症センター
- 福岡市立草ヶ江小学校
- 福岡市立鳥飼小学校
- 福岡市立当仁小学校
- 福岡市立城西中学校

## 出身著名人
- 西内ひろ - モデル
- 西内まりや - 女優、モデル